# Jean Kalala N'Tumba
Jean Kalala N'Tumba (7. ledna 1949, Kananga – 12. ledna 2021) byl konžský fotbalový útočník. 

## Fotbalová kariéra
Byl členem reprezentace Zairu na Mistrovství světa ve fotbale 1974, nastoupil v utkání proti Brazílii. Za reprezentaci DR Kongo/Zairu hrál v letech 1972–1974. Na klubové úrovni hrál za US Tshinkunku Kananga, TP Mazembe a AS Vita Club. S AS Vita Club získal 2 mistrovské tituly.